# Karnevalssession
Karnevalssession, auch Karnevalskampagne, Fastnachtssession oder Fastnachtskampagne, sind Bezeichnungen für die Karnevals- oder Fastnachtszeit.

## Begriff und Umfang
Der Begriff „Karnevalssession“ ist abgeleitet vom lateinischen sessio „Sitzung“, „Sitzungsperiode“ (von sedere „sitzen“). Er ist im rheinischen Karneval verbreitet, wird aber auch vereinzelt in anderen Regionen benutzt. In der Mainzer Fastnacht, der südlichsten Region des rheinischen Karnevals, spricht man in Angleichung an benachbarte hessische und rheinhessische Regionen von der „Fastnachtskampagne“.
1823 gründete sich in Köln die „Große Karnevalsgesellschaft“ mit Festordnern (heute: Die Grosse von 1823 und Festkomitee Kölner Karneval), um dem bis dahin ungeordneten kölschen Karneval eine neue Richtung und einen neuen Inhalt zu geben. Offizieller Hauptzweck war bei der Gründung, dass der „einstens so berühmte kölnische Carneval … durch einen allgemeinen Maskenzug erneuert und gefeiert“ werden solle, jedoch sollte in Wirklichkeit nur das bislang ungezügelte und anarchische Karnevalstreiben in den Straßen kontrollierter und geordneter werden sowie auch den bürgerlichen Schichten, aus deren Mitte die Komiteemitglieder damals meist entstammten, eine angemessene Teilhabe an den Karnevalsfeiern ermöglicht werden. 
Die Organisation dieses Karnevalszugs lag beim „Kleinen oder lustigen Rat“; alle zahlenden Mitglieder des Komitees bildeten den „Großen Rat“, der sich in den folgenden Jahren zu Komiteesitzungen traf. Hauptzweck dieser Sitzungen war die Vorbereitung des Zugs. Sie begannen am Neujahrstag bzw. am Dreikönigstag und fanden bis zum Karnevalssonntag jeden Sonntag von sechs bis zehn Uhr abends statt. Es gab Musik, Getränke, ernste und humorvolle Reden auf dem „Narrenstuhl“, einen von Räten umgebenen Präsidenten, Ordensverleihungen und ab 1827 den Brauch, gleiche Kappen zu tragen: „Gleiche Brüder, gleiche Kappen!“ Daneben entwickelten sich große Bälle. Die Zeit dieser Sitzungen wurde bereits damals „Session“ genannt.
Im Laufe des 20. Jahrhunderts hat sich der Beginn der Karnevalszeit nach vorn verschoben. Heute ist der „Elfte im Elften“ Auftakt der Karnevalssession (in Düsseldorf „Hoppeditz-Erwachen“). Sie endet mit Ablauf des Dienstags vor Aschermittwoch.

## Ablauf

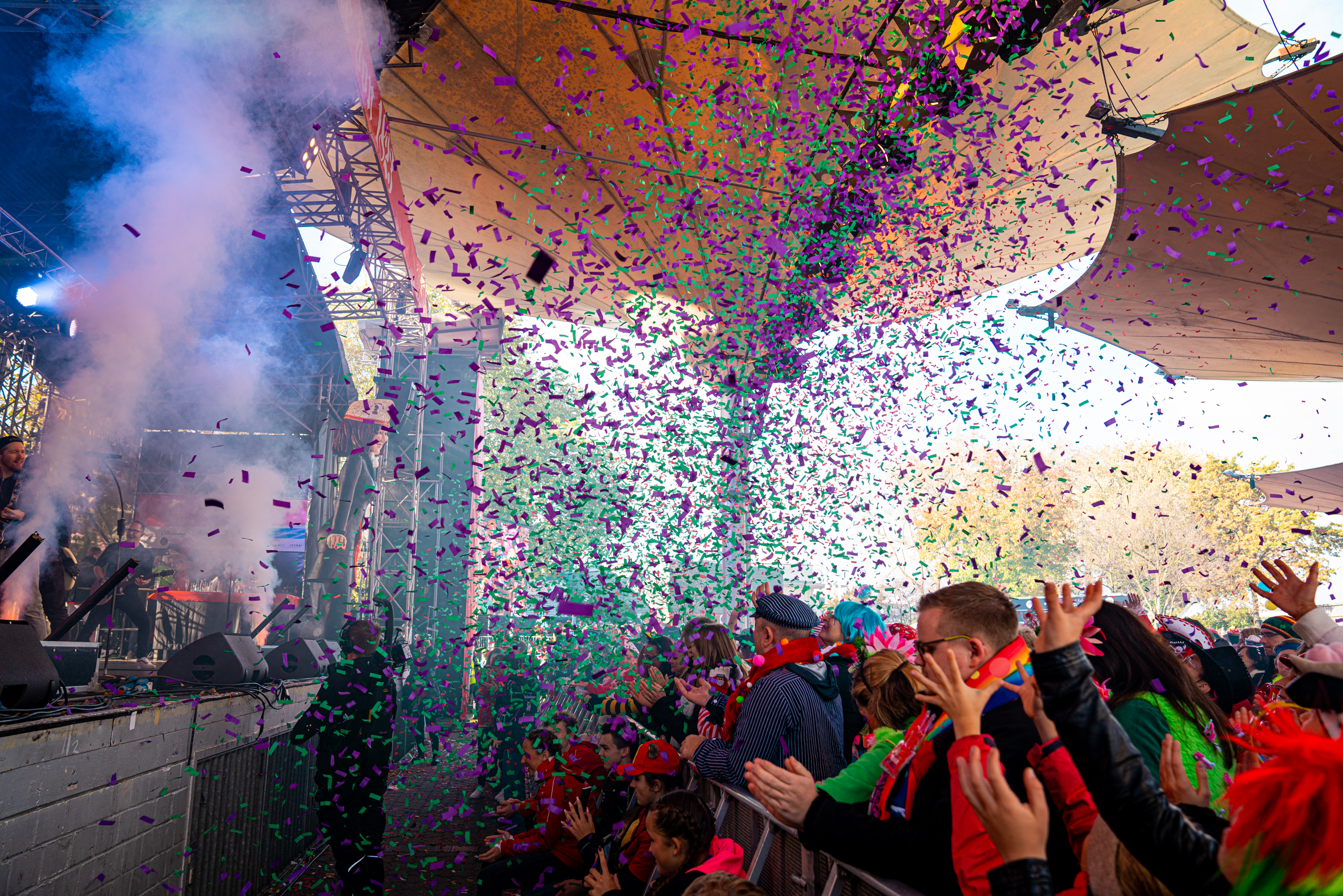
Sessionseröffnung am 11. 11.um 11.11 Uhr am Tanzbrunnen in Köln

Eine Karnevalssession steht örtlich jeweils unter einem Motto, das häufig bereits gegen Ende einer Session für die nächste bekanntgegeben wird, zum Beispiel bei einem Prinzenfrühstück/Prinzenessen am Karnevalsdienstag, bei dem sich die Karnevalisten mit Vertretern der Politik treffen. Für die Dauer einer Session amtiert je nach örtlicher Tradition meist ein Karnevalsprinz, seltener ein Prinzenpaar oder ein „Dreigestirn“ bestehend aus „Prinz“, „Bauer“ und „Jungfrau“.
Die zeitliche Ablauf des Brauchtums hat heute drei Phasen:
- Die Session beginnt am 11. November, dem Elften im Elften, mit der Ausrufung des Karnevals und der offiziellen Vorstellung des neuen Dreigestirns oder des Prinzenpaares, das in der Session amtiert. Sitzungen finden bis zum Jahresende nur vereinzelt statt.
- Ab Anfang Januar folgen die Prinzenproklamation und der Sitzungskarneval mit Karnevalssitzungen und (Masken-)Bällen.
- Die dritte Phase, der Straßenkarneval, beginnt mit Weiberfastnacht am Donnerstag vor Aschermittwoch. In den Gaststätten herrscht „Karnevalstrubel“, das Straßenbild in den Innenstädten vieler rheinischer Städte bestimmen verkleidete Jecken. Bis zum Dienstag vor Aschermittwoch gehen überall die Karnevalszüge, schwerpunktmäßig am Karnevalssonntag und am Rosenmontag.[9] Mancherorts ist die Nubbelverbrennung am Dienstagabend oder um Mitternacht der Schlusspunkt der Session.[11]

## Aschermittwoch
Auch nach dem Ende der Session treffen sich mancherorts die Karnevalisten am Aschermittwoch noch einmal zu einem gemeinsamen Fischessen, zu einem rituellen „Portemonnaie-Auswaschen“ oder zur Beisetzung des Nubbels.

## Terminierung
Terminierung und Länge einer Karnevalssession sind abhängig vom Datum des Aschermittwochs. Dieses wird nach der Osterformel des beweglichen Osterfestes berechnet. Danach ist der Aschermittwoch am 46. Tag vor dem Ostersonntag. Der frühestmögliche Aschermittwochstermin ist der 4. Februar, der spätestmögliche ist der 10. März. Somit gibt es sehr kurze und sehr lange Sessionen.
Die kürzestmögliche Session (11. November des Vorjahres bis Aschermittwoch) dauert nur 85 Tage und findet in Gemeinjahren statt, in denen der Ostersonntag auf den frühestmöglichen Termin fällt, also auf den 22. März; Aschermittwoch ist demnach am 4. Februar. Dies war letztmals 1818 der Fall und wird sich erst 2285 wiederholen.
Die längstmögliche Session (11. November des Vorjahres bis Aschermittwoch) dauert 120 Tage und findet in Schaltjahren statt, in denen der Ostersonntag auf den spätestmöglichen Termin fällt, also auf den 25. April; Aschermittwoch ist demnach am 10. März, was seit der Einführung des gregorianischen Kalenders bisher noch nie der Fall war und erstmals im Jahre 3784 eintreten wird.
In den Jahren 1666, 1734, 1886 und 1943 fiel der Aschermittwoch zwar auf den 10. März und dies wird auch in den Jahren 2038 und 2190 wieder zutreffen. Aber weil diese Jahre allesamt Gemeinjahre sind, sind die Sessionen alle um einen Tag kürzer als die Maximaldauer von 120 Tagen.

### Terminübersicht
| Jahr | Wochentag des 11.11 im Vorjahr | Weiberfastnacht | Karnevalssonntag | Rosenmontag | Aschermittwoch | Länge der Session |
| 2015 | Dienstag                       | 12. Februar     | 15. Februar      | 16. Februar | 18. Februar    | 099 Tage          |
| 2016 | Mittwoch                       | 4. Februar      | 7. Februar       | 8. Februar  | 10. Februar    | 091 Tage          |
| 2017 | Freitag                        | 23. Februar     | 26. Februar      | 27. Februar | 1. März        | 110 Tage          |
| 2018 | Samstag                        | 8. Februar      | 11. Februar      | 12. Februar | 14. Februar    | 095 Tage          |
| 2019 | Sonntag                        | 28. Februar     | 3. März          | 4. März     | 6. März        | 115 Tage          |
| 2020 | Montag                         | 20. Februar     | 23. Februar      | 24. Februar | 26. Februar    | 107 Tage          |
| 2021 | Mittwoch                       | 11. Februar     | 14. Februar      | 15. Februar | 17. Februar    | 098 Tage          |
| 2022 | Donnerstag                     | 24. Februar     | 27. Februar      | 28. Februar | 2. März        | 111 Tage          |
| 2023 | Freitag                        | 16. Februar     | 19. Februar      | 20. Februar | 22. Februar    | 103 Tage          |
| 2024 | Samstag                        | 8. Februar      | 11. Februar      | 12. Februar | 14. Februar    | 095 Tage          |
| 2025 | Montag                         | 27. Februar     | 2. März          | 3. März     | 5. März        | 114 Tage          |
| 2026 | Dienstag                       | 12. Februar     | 15. Februar      | 16. Februar | 18. Februar    | 099 Tage          |
| 2027 | Mittwoch                       | 4. Februar      | 7. Februar       | 8. Februar  | 10. Februar    | 091 Tage          |
| 2028 | Donnerstag                     | 24. Februar     | 27. Februar      | 28. Februar | 1. März        | 111 Tage          |
| 2029 | Samstag                        | 8. Februar      | 11. Februar      | 12. Februar | 14. Februar    | 095 Tage          |
| 2030 | Sonntag                        | 28. Februar     | 3. März          | 4. März     | 6. März        | 115 Tage          |